# Edònida
Edonis o Edònida (en grec antic Ἠδωνίς, Ἠδωνίδα) era un districte de Tràcia habitat pel poble dels edons, Era a l'esquerra del riu Estrímon des del llac Cercinitis fins al riu Nestos i entre el mont Orbelos al nord i el Prieres al sud. Limitava amb el país dels odomants al nord, amb els bisaltes a l'oest i la mar Egea al sud.
Al segle iv aC va passar al Regne de Macedònia. Sota domini romà es va incloure a la primera regió de Macedònia, l'any 167 aC.
Les principals ciutat del país eren:
- Amfípolis (Amphipolis) i el seu port Eïon
- Mircinos (Myrcinus)
- Fagres
- Esima
- Gazoros (Gasorus)
- Domeros (Domerus)
- Filipos
- Drabescos (Drabescus)
- Neàpolis de Tràcia (Neapolis)
- Acontisma
- Tragilos (Tragilus)
- Pergamos (Pergamus).[1]